# مرجان‌لی پایین
مرجان‌لی پایین (ترکی آذربایجانی: Aşağı Mərcanlı) یک منطقهٔ مسکونی در جمهوری آرتساخ است که در استان هادروت واقع شده‌است.